# Rose Scott
Rose Scott (Nueva Gales del Sur, 8 de octubre de 1847-20 de abril de 1925) fue una activista australiana por los derechos de las mujeres que abogó por el sufragio femenino y el sufragio universal en Nueva Gales del Sur a principios del siglo XX. Fundó la Liga de Educación Política Femenina en 1902, que luchó con éxito para elevar la edad de consentimiento a los dieciséis años.

## Biografía
Scott era la hija de Helenus Scott (1802-1879) y Sarah Ann Scott (de soltera Rusden), también conocida como Saranna, la quinta de ocho hijos, y nieta de Helenus Scott (1760-1821), médico escocés. Sus primas fueron las naturalistas Harriet Morgan (de soltera Scott) y Helena Scott. Recibió su educación en casa, por su propia madre, con su hermana más cercana, Augusta. Desde temprana edad, Rose Scott se vio influenciada por las injusticias que percibía hacia las mujeres en la historia y la literatura, como Juana de Arco y Catalina Minola en La fierecilla domada.

## Trayectoria
Scott era esencialmente individualista , pero no dogmática, y podría describirse como partidaria del liberalismo de John Stuart Mill. Tenía una visión utilitaria, era partidaria del libre comercio, tenía inclinaciones pacifistas y era una firme defensora de los derechos de la mujer.
En 1882, Scott empezó a organizar reuniones en su casa en Sídney. A través de estas reuniones, Rose se hizo popular entre políticos, jueces, filántropos, escritores y poetas. En 1889, colaboró con la fundación de la Sociedad Literaria de Mujeres, que se convirtió dos años después en la Liga por el Sufragio Femenino de Nueva Gales del Sur. Toda esta experiencia la llevó a convertirse en una excelente oradora. En abril de 1892, participó en un debate público con su compañera sufragista Eliza Ashton sobre las controvertidas opiniones de Ashton sobre el matrimonio.
La madre de Scott falleció en 1896, dejándola con un hogar y suficientes ingresos para cubrir sus necesidades. Su interés en el voto femenino la llevó a estudiar a fondo la situación de la mujer en la comunidad, y descubrió que las jóvenes trabajaban de 8 a. m. a 9 p. m. entre semana, y hasta las 11 p. m. los sábados. Scott invitaba a algunas de estas mujeres a su casa los domingos para describir su situación laboral y las condiciones en que se desempeñaban, ante la presencia de políticos como Bernhard Ringrose Wise, William Holman, W. M. Hughes y Thomas Bavin, para debatir la posibilidad de un proyecto de ley que mejorara sus condiciones, lo que finalmente se llevó a cabo en 1899, convirtiéndose en la ley de cierre anticipado.
Otras reformas propugnadas, y finalmente implementadas, fueron el nombramiento de matronas en comisarías y de inspectoras en fábricas y comercios, así como mejoras en las condiciones de las reclusas. En 1900, fue una de las firmantes, junto con Louisa Macdonald , Helen McMillan , Dora Elizabeth Armitage , Zara Aronson (y otras), de una carta enviada por el Consejo Nacional de Mujeres . Llamaron la atención de las autoridades sobre el éxito de las mujeres como inspectoras sanitarias en Inglaterra. Habían sido nombradas por Thomas Orme Dudfield y sugirieron que Sydney siguiera su ejemplo.
Scott se convirtió en la primera presidenta de la Liga de Educación Política para mujeres en 1902, cargo que representó hasta 1910. La Liga estableció sucursales en todo el estado e hizo campaña constantemente por el tema más cercano al corazón de Scott: aumentar la edad de consentimiento de 14 a 16 años, logrado en 1910 con la Ley de Delitos (Protección de Niñas).  Fue presidenta de la Sucursal de Sydney de la Sociedad de Paz de Londres desde su fundación en 1907 hasta 1916, cuando renunció, sucedida por William Cooper.  Otras campañas de reforma feminista posteriores al sufragio en las que participó incluyeron las Leyes de Mantenimiento Familiar y Tutela de Infantes (1916), Estatus Legal de la Mujer (1918) y Primeras Delincuentes (Mujeres) de 1918.
También fue, durante muchos años, secretaria internacional del Consejo Nacional de Mujeres de Nueva Gales del Sur. Al jubilarse en 1921, recibió una donación económica que utilizó para fundar un premio para estudiantes de derecho, el Premio Rose Scott a la Competencia en la Graduación de una Candidata, en la Universidad de Sídney. Se realizó otra suscripción para que John Longstaff pintara su retrato, que ahora se exhibe en la galería de arte de Sídney. Scott se oponía a la Federación y al servicio militar obligatorio. Era pacifista anglicana.

## Oposición a la Federación
A finales de la década de 1890, Scott fue una ferviente y destacada opositora a la causa de la Federación. Esta era, según ella, «el peligro más grave que jamás había amenazado a Australia». «El clamor era por la unidad», declaró ante grandes audiencias, «pero se olvidó que se cometieron muchos crímenes en ese nombre». Atribuyó la aparente inclinación de la opinión pública hacia la Federación a que «la libertad del pueblo australiano» se había «conseguido con demasiada facilidad y, por lo tanto, se había valorado demasiado a la ligera».

## Muerte
Murió de cáncer el 20 de abril de 1925 en su casa, Lynton, en Jersey Road, Woollahra.
El circuito Rose Scott, en el suburbio de Chisholm en Canberra, recibe su nombre en su honor.